# Apátistvánfalva
Apátistvánfalva (em esloveno: Števanovci vagy Štivanovca; alemão: Stefansdorf; latim: Estevanfaloa) é um município da Hungria, situado no condado de Vas. Tem 12,86 km² de área e sua população em 2015 foi estimada em 377 habitantes.